# 細柳營
細柳營為西汉漢文帝時期一則史記典故，使後來軍營也稱柳營或細柳營。

## 典故
漢文帝後六年（前158年），匈奴大舉入侵，朝廷任命宗正劉禮、祝茲侯徐厲及河內守周亞夫為將軍，並指定劉禮屯兵霸上，徐厲屯兵棘門，周亞夫屯兵細柳。(《史記正義》引《括地志》云：細柳在雍州咸陽縣西南二十里也)
文帝親自前往各屯兵點鼓舞士氣，先到霸上和棘門，這兩處軍營防備很鬆懈，不但讓文帝大隊車騎一路奔馳進去如入無人之境，也沒有安檢所有人員和檢查令牌，軍將們還離開崗位出入迎送。轉到細柳營時卻看到軍士都穿著鎧甲，拿著兵器戒備非常森嚴，不能隨便進去。先導人員對守衛表明身分是皇帝衛士，軍門都尉卻拒絕說：「軍中只受將軍令，不接受天子的詔旨。」等到文帝駕到，守衛還是不讓進，文帝因此派了一位使者拿著符信下詔給周亞夫，才進去營門就被告知軍中有約定在營中不能騎馬奔馳，文帝一行就照著營規，騎著馬或下馬慢慢前行。
到達主帥的中營，周亞夫並沒跪拜接駕只是站著作揖說：「介胄之士不拜，請用軍禮相見。」文帝看到周亞夫治軍嚴明，深受感動，肅然起敬地在車上行式禮，完成了犒勞儀式後離開。出了營門，跟隨去的臣子都很驚訝，文帝也感慨萬千地說：「唉！這才算得上是真正的將軍。像霸上和棘門那真像是兒戲，他們統帥可偷襲而加以俘虜。至於周亞夫，誰能偷襲得了他嗎？」在路上一直誇讚不停。從此柳營成為軍營代稱，告誡所有軍隊都像周亞夫治軍。

## 應用
- 王維【觀獵】詩：忽過新豐市，還歸細柳營。
- 胡曾 (邵陽人。咸通中舉進士，不第，嘗為漢南從事。)【詠史詩‧細柳營】：文帝鑾輿勞北征，條侯此地整嚴兵。轅門不峻將軍令，今日爭知細柳營。
- 清江【早發陝州途中贈嚴秘書】：未盡交河虜，猶屯細柳兵。
- 羊士諤【春望】：獨上層城倚危檻，柳營春盡馬嘶閑。
- 鮑溶【贈李黯將軍】：細柳連營石塹牢，平安狼火赤星高。